# Francisco Benítez Mellado
Francisco Benítez Mellado (Bujalance, 1883-Santiago de Chile, 1962), fue un pintor español.

## Biografía
Hizo sus primeros estudios artísticos en Sevilla con el pintor costumbrista José García Ramos, trasladándose a Madrid, hacia 1907, para ampliar su formación estética con Joaquín Sorolla. La integración de Benítez Mellado en el mundillo artístico de la capital de España fue rápida, participando y triunfando en diversas exposiciones. Por ejemplo, después de ser galardonado con una mención honorífica por un óleo titulado Interior de una casa de Bujalance -hoy en paradero desconocido-, obtuvo medalla en la Exposición Nacional de Bellas Artes, de 1911, por su gran cuadro Un día menos, conservado en el Ayuntamiento de Bujalance.
En 1915, Francisco Benítez Mellado comenzó a trabajar como dibujante especializado en la Comisión de Investigaciones Paleontológicas y Prehistóricas de Madrid y Barcelona, donde colaboraría brillantemente con los más famosos historiadores y arqueólogos contemporáneos, llevando a cabo las reproducciones de las pinturas rupestres en las más importantes cuevas españolas. Sus reproducciones figuran en todas las historias del arte hasta ahora publicadas, y según Camón Aznar, citado por el crítico de Arte Francisco Zueras Torrens, "las reproducciones de Benítez Mellado resumen con maravillosa acuidad las características de este arte".
Su trayectoria de pintor de caballete estuvo marcada en principio por las inevitables influencias de sus primeros maestros -el costumbrismo de García Ramos y el luminismo de Sorolla- para desembocar en el campo del Modernismo, del que era pontífice su paisano y gran amigo Julio Romero de Torres, con el que conectaría profundamente, tanto en el concepto pictórico como en su amor por lo telúrico cordobés. Sin duda alguna, toda la producción de Benítez Mellado fue una rotunda exaltación de su Bujalance natal.
Más tarde se trasladó a Chile, donde cultivó apasionadamente la pintura, con los más diversos temas -retratos, paisajes, bodegones, composiciones-, dejando obras importantes en este país y en Vancouver (Canadá), con ecos nostálgicos de su Bujalance natal. También cultivó allí la ilustración, destacando las magníficas láminas que realizó para la obra de José Toribio Medina Los aborígenes de Chile. Falleció en 1962 en Santiago de Chile.
En 2007 la Fundación Provincial de Artes Plásticas "Rafael Botí" de la Diputación de Córdoba rindió un magno homenaje al pintor Francisco Benítez Mellado con una exposición de parte de su obra y la edición de un catálogo por parte del Ayuntamiento de Bujalance.